# 꽃상추

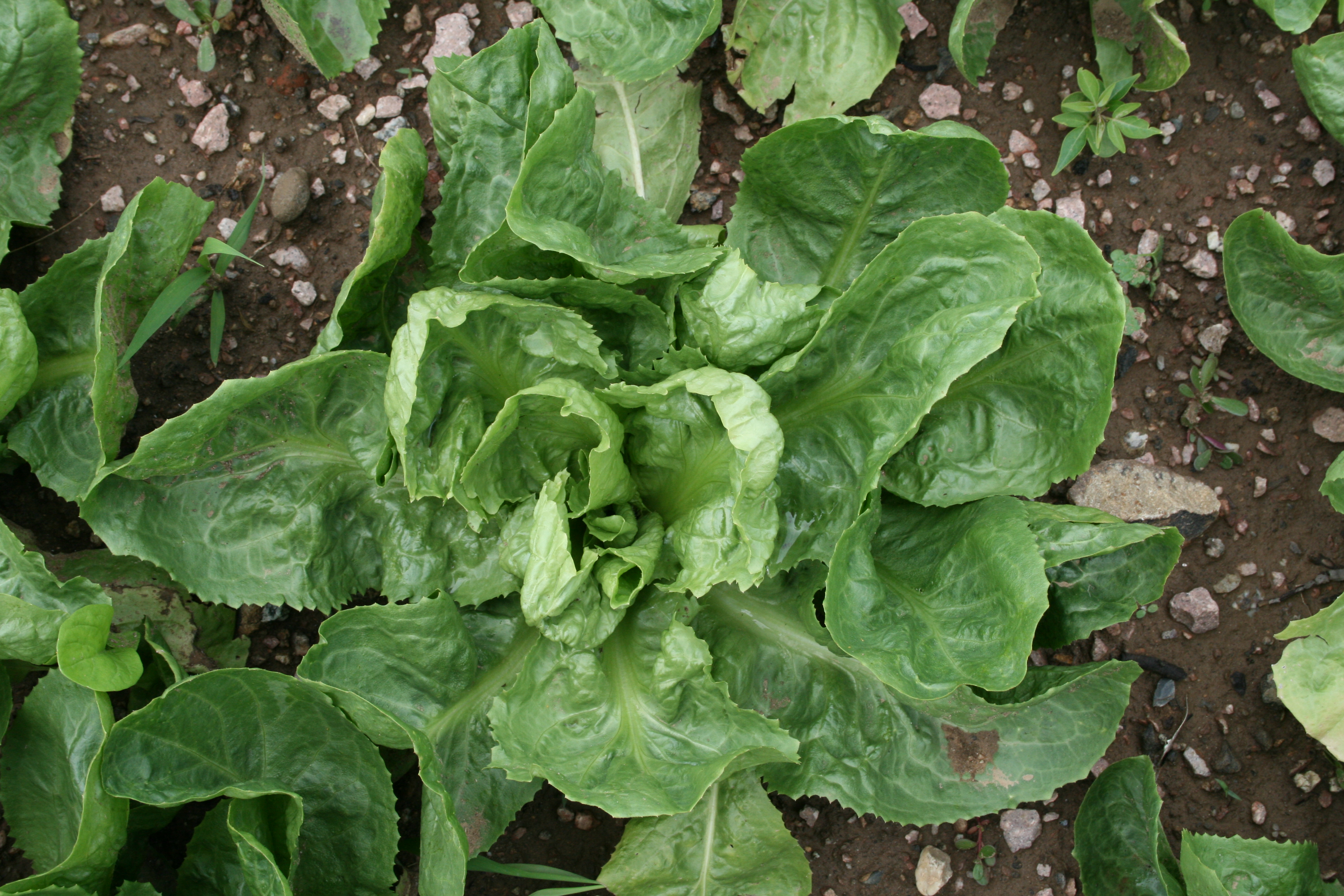
넓은 잎 꽃상추 (엔디브)

꽃상추는 치커리속에 속하는 몇몇 쓴 맛이 나는 잎채소를 일컫는다. 엔디브(C. endivia) 한 종만을 가리키기도 하며, 그 외에 키코리움 푸밀룸(C. pumilum), 치커리(C. intybus) 등이 꽃상추로 불리기도 한다.

## 종류

### 엔디브 재배품종
엔디브(C. endivia)의 꽃상추 재배품종은 크게 두 가지가 있다.
- "프리제(frisée)"라고도 불리는 곱슬 잎 꽃상추는 폭이 좁고 곱슬거리는 초록 잎을 지닌다.
- "에스카롤(escarole)"이라고도 불리는 넓은 잎 꽃상추는 폭이 넓은 연두색 잎을 지니며, 곱슬 잎 꽃상추보다 쓴 맛이 적다.

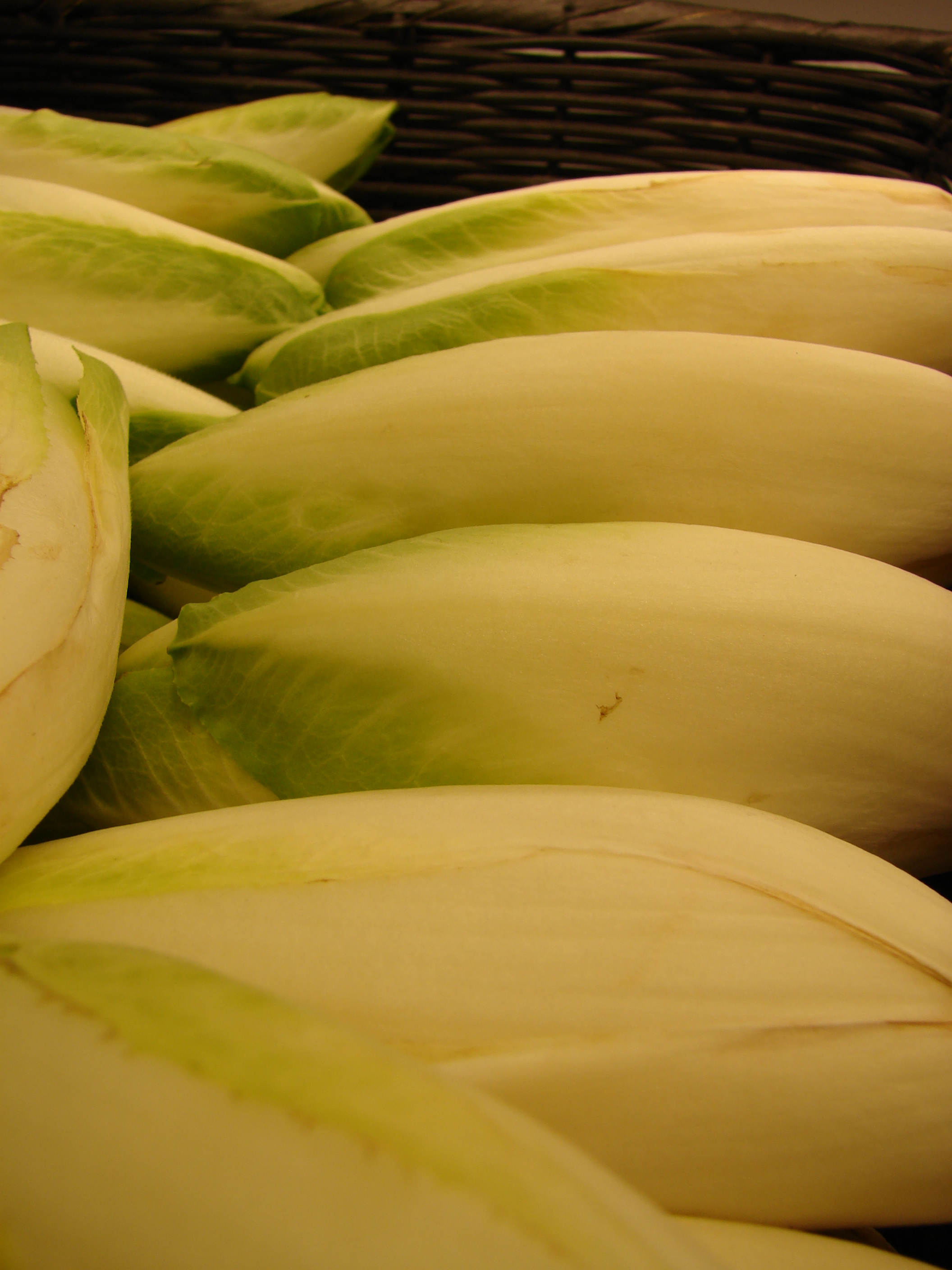
넓은 잎 꽃상추
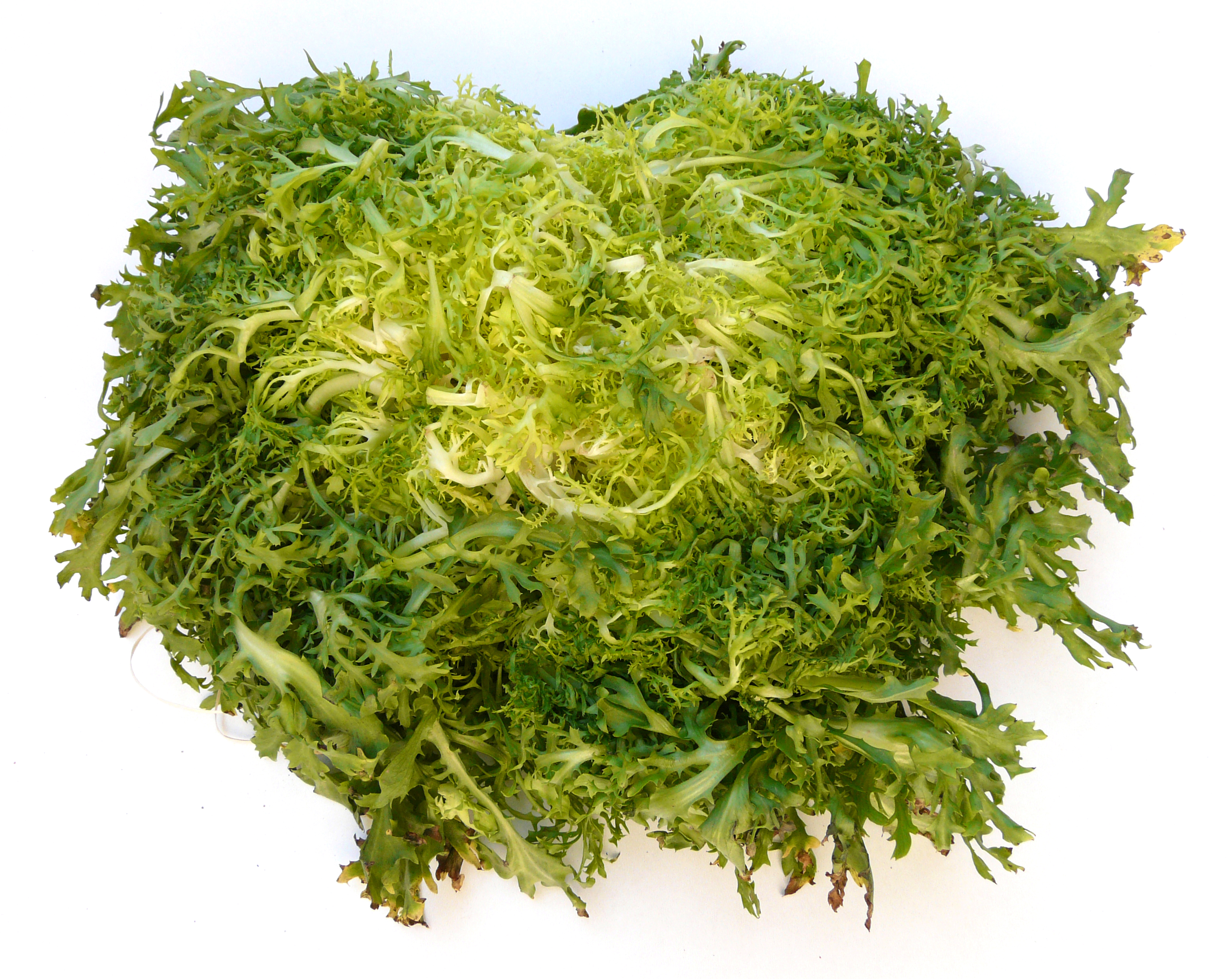
곱슬 잎 꽃상추

### 치커리 재배품종
치커리(C. intybus)의 꽃상추 재배품종은 카탈루냐 꽃상추, 벨기에 꽃상추 등이 있다.

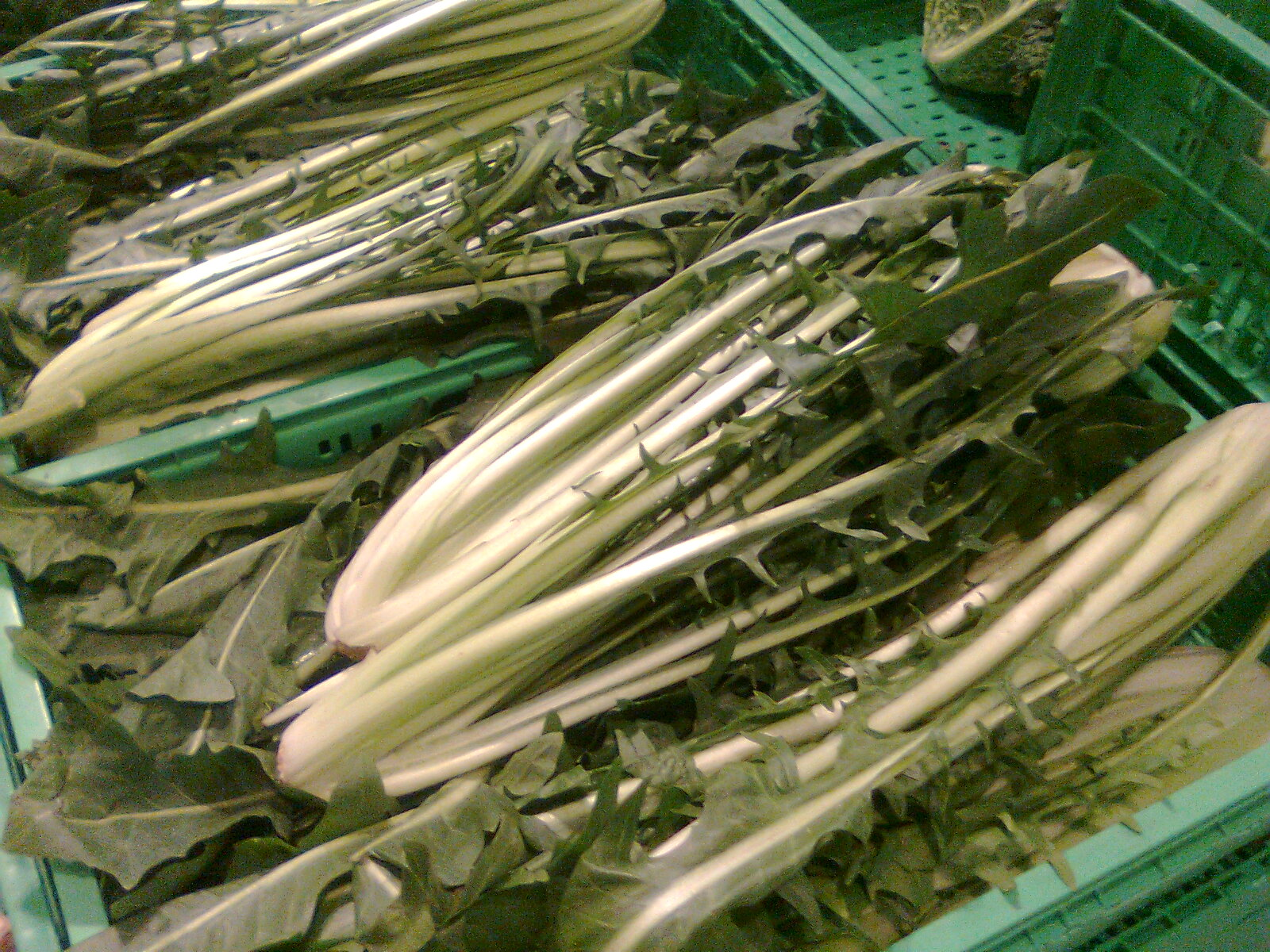
카탈루냐 꽃상추
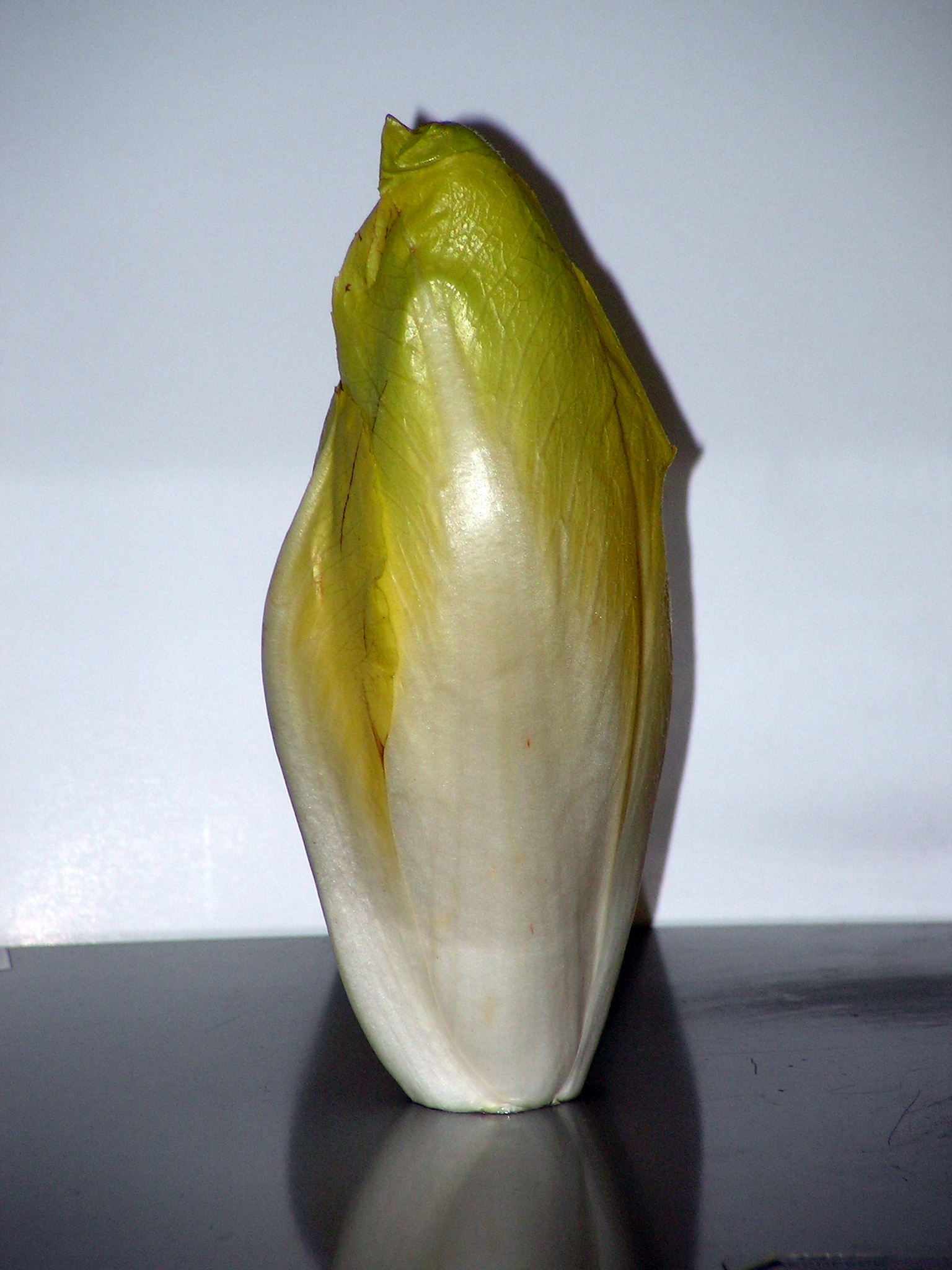
벨기에 꽃상추 1
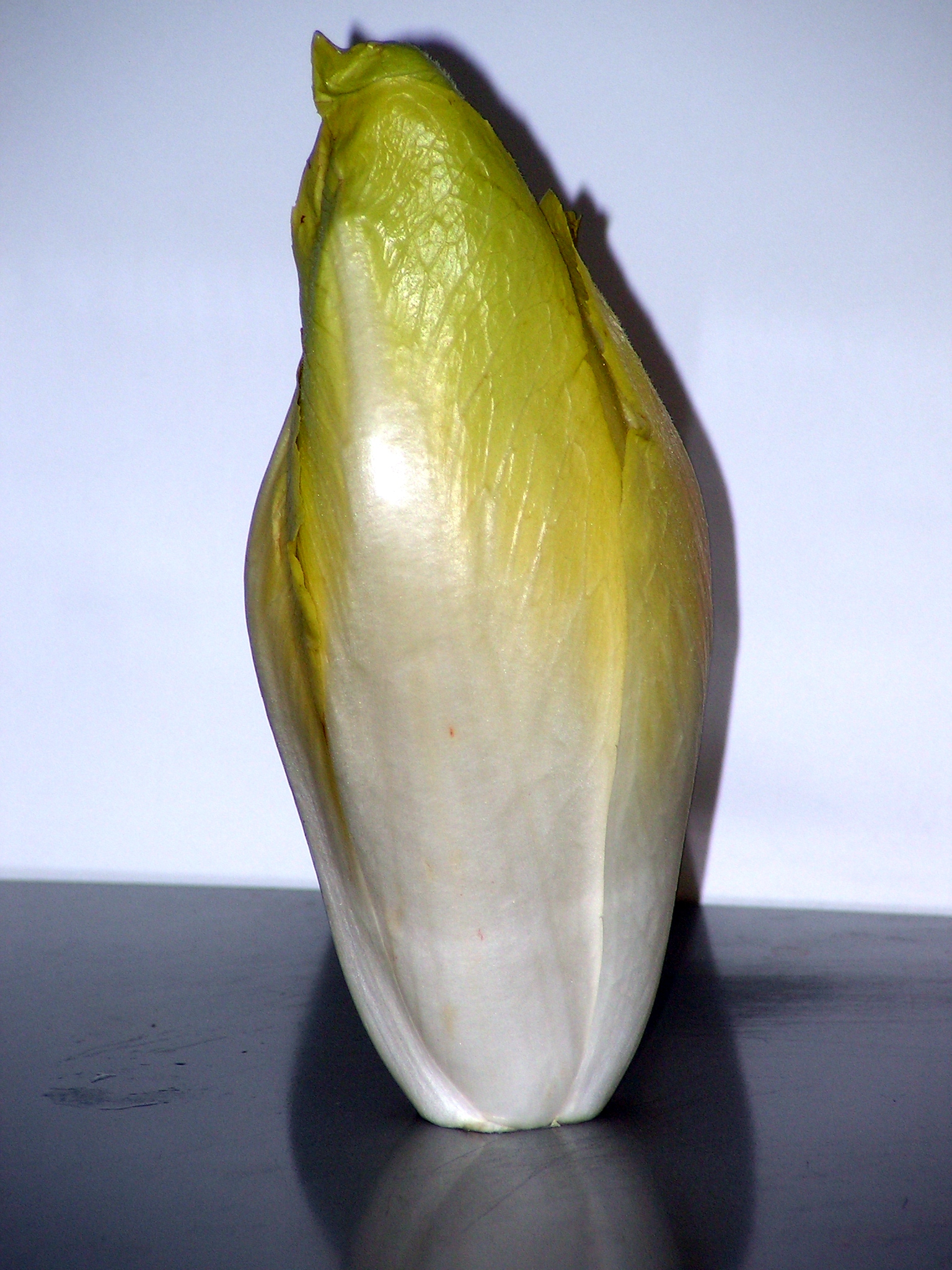
벨기에 꽃상추 2

## 같이 보기
- 상추

1. ↑  National Academies of Sciences, Engineering, and Medicine; Health and Medicine Division; Food and Nutrition Board; Committee to Review the Dietary Reference Intakes for Sodium and Potassium (2019). 〈Chapter 4: Potassium: Dietary Reference Intakes for Adequacy〉.   Oria, Maria; Harrison, Meghan; Stallings, Virginia A. 《Dietary Reference Intakes for Sodium and Potassium》. The National Academies Collection: Reports funded by National Institutes of Health. Washington, DC: National Academies Press (US). 120–121쪽. doi:10.17226/25353. ISBN 978-0-309-48834-1. PMID 30844154. 2024년 12월 5일에 확인함.
2. ↑  United States Food and Drug Administration (2024). “Daily Value on the Nutrition and Supplement Facts Labels”. 《FDA》. 2024년 3월 27일에 원본 문서에서 보존된 문서. 2024년 3월 28일에 확인함.